# Interferență lingvistică
Interferența lingvistică este un fenomen cauzat de contactul lingvistic, constând în influența pe care un sistem lingvistic (limbă, varietate de limbă) o exercită asupra altuia.
Sociolingvistica se interesează de interferență ca un corolar al bilingvismului sau multilingvismului, constând în ansamblul faptelor de limbă ce rezultă din acesta când vorbitorul folosește una dintre limbi.
Didactica limbilor străine se ocupă de interferență ca fenomen implicat în învățarea lor.
În perspectivele sincronice de mai sus, care privesc individul, interferența este un fenomen ocazional, o sursă de abateri de la regulile limbii folosite.
Din punct de vedere diacronic, cel al lingvisticii istorice, interferența este un factor al formării și al evoluției limbilor, care se manifestă prin elemente de substrat, de suprastrat și de adstrat, elementele de adstrat fiind împrumuturile, care nu mai sunt ocazionale.
Sociolingvistica se ocupă și de interferența dintre sistemele lingvistice pe care le constituie varietățile cu statute sociale diferite ale aceleiași limbi.

## Situații de manifestare a interferenței

### Bilingvismul
Interferența lingvistică apare în primul rând la vorbitorii bilingvi și multilingvi. Există mulți indivizi bilingvi din diverse motive, precum și categorii întregi de bilingvi: membri ai minorităților lingvistice care conviețuiesc cu o majoritate în multe țări, persoane imigrate, vorbitori din colonii și foste colonii care vorbesc și limba colonizatorilor etc. Calitatea bilingvismului este diferită între indivizi și între categorii de vorbitori. Este mai rar bilingvismul simetric, când competența este egală în ambele limbi, decât cel asimetric, în care limba maternă este dominantă. Din această cauză, la bilingvi există, într-o măsură mai mică sau mai mare, în funcție de calitatea bilingvismului, interferență între limbile vorbite, adică vorbitorii aplică uneori reguli ale limbii lor materne când folosesc limba secundă, dar sunt și cazuri inverse, de introducere a unor elemente din limba secundă în folosirea limbii materne.

### Învățarea limbilor străine
Un fenomen totdeauna prezent în învățarea unei limbi străine este transferul, care este de două tipuri din punctul de vedere al utilității sale. Unul este transferul pozitiv, care se bazează pe identificarea corectă a echivalențelor structurale dintre limba maternă și limba în curs de învățare. Este cazul în care cel care învață transpune în mod adecvat unitățile și structurile din limba maternă în corespondentele lor din limba țintă. Există însă și transfer negativ, această sintagmă fiind echivalentă în didactică cu interferența, care este o sursă de erori. Prin aceasta, cel care învață are tendința de a extinde sfera echivalențelor prin stabilirea unor corespondențe greșite între unitățile și structurile limbilor în contact. De exemplu, un individ cu limba maternă română care învață limba engleză echivalează corect folosirea pronumelor personale el și ea cu cea a celor englezești he, respectiv she pentru substituirea numelor de persoane, dar riscă să o facă greșit pentru substituirea numelor de lucruri, în locul lui en  it, pentru că în română el și ea substituie și nume de lucruri.
Didactica modernă a limbilor străine evită folosirea termenului „greșeală” referitor la cel care învață o limbă, în schimb utilizează noțiunea de „interlimbă” ca sistem lingvistic cu structură proprie creat de acesta, diferit și de limba sa maternă, și de limba țintă. Interlimba are un sistem de reguli evolutiv, care include și faptele de limbă datorate interferenței, adică transferului negativ.

### Diglosia
La vorbitorul care practică diglosia, interferența dintre varietățile unei limbi se manifestă prin schimbare de cod (en  code-switching), adică folosirea de către un vorbitor, în cadrul aceleiași situații de comunicare, a unor elemente din mai mult de o varietate. Sunt situații în care această inferență nu este considerată abatere. Vorbitorii care cunosc, pe lângă o varietate sau varietăți fără prestigiu social (ex. dialect, registrul de limbă familiar), și o varietate cu prestigiu (varietatea standard, registrul de limbă curent, eventual cel elevat), sunt capabili de alternarea lor, adică să folosească una sau alta nu numai pentru a se conforma unor situații de comunicare diferite, ci și să introducă elemente din una sau alta în cadrul aceleiași situații, pentru a nuanța exprimarea, de exemplu pentru a exprima într-un moment seriozitate, iar în altul ironie.
Un exemplu de interferență între varietăți este cea din limba mass-mediei din Grecia, care combină elemente din katharevusa (variantă de prestigiu) cu elemente din dhimotiki (variantă fără prestigiu).
În lingvistica maghiară se disting varietăți numite „limbi comune regionale”. Acestea sunt vorbite de persoane care cunosc bine varietatea standard a limbii, inclusiv intelectuali. Vorbirea lor prezintă toate trăsăturile gramaticale standard, dar și trăsături fonetice și unele cuvinte specifice dialectului din regiunea în care trăiesc.

## Fenomene de interferență
Interferența poate afecta toate domeniile limbii. În primul rând, limba maternă influențează limba secundă.
Fiecare limbă având baza sa de articulare, adică un ansamblu de deprinderi articulatorii specifice, vorbitori care cunosc foarte bine o limbă secundă păstrează totuși unele trăsături de pronunție ale limbii lor materne atunci când vorbesc limba secundă. Este vorba de interferență fonetică, ceea ce se numește în limbaj curent „accent” străin. De pildă un vorbitor nativ de limba franceză care vorbește spaniola sau rusa, nu pronunță /r/ ca în aceste limbi ([r] – consoană vibrantă alveolară), ci ca în franceză ([ʁ] – consoană fricativă uvulară sonoră).
Interferența este morfologică, de exemplu atunci când un vorbitor nativ de limba germană schimbă genul feminin al cuvântului francez la mort „moartea” în masculin, ca der Tod „moartea” în limba sa.
Interferențele sintactice privesc, de pildă, folosirea greșită a pronumelor personale (vezi mai sus) sau a prepozițiilor, ex. I am going at school spus de un vorbitor de franceză în loc de en  I am going to school „Merg la școală”, pentru că în franceză, cele două prepoziții engleze au un singur echivalent, à „la”.
Interferențele lexico-semantice sunt cauzate de așa-numiții fr  faux amis, en  false friends (literal „prieteni falși”), adică cuvinte cu formă identică sau aproape identică în două limbi, eventual chiar de aceeași origine, dar cu sensuri diferite, de exemplu:
en  figure „număr” vs. fr  figure „figură”, „față”;
en  cold „rece” vs. it  caldo „cald”;
es  presidio „închisoare” vs. de  Präsidium „președinție”;
it  macchina „mașină”, „automobil” vs. fr  machine numai „mașină”, nu și „automobil”.
Limba secundă influențează la rândul ei limba maternă a vorbitorilor din minoritățile lingvistice. De pildă, din studii referitoare la folosirea limbii materne de către vorbitorii de maghiară din afara Ungariei au rezultat date despre faptele de limbă afectate de acest tip de interferență. Exemple:
- în vocabular:
  - cuvinte din limba majoritară, ex. tyepláki (în Slovacia) vs. hu  melegítő „trening”;
  - calcuri lexicale de structură morfematică (traduceri literale de cuvinte compuse și sintagme), ex. születési szám (literal „număr de naștere”) (în Slovacia) vs. hu  személyi azonosító (lit. „identificator personal”) „cod numeric personal”;
  - cuvinte străine împrumutate de ambele limbi, dar cu forma din limba secundă, diferită de cea din maghiara standard, ex. tribina (în Serbia) vs.hu  tribün „tribună”;
- în sistemul gramatical:
  - calcuri sintactice (traduceri literale de construcții), ex. vesz egy taxit (lit. „ia un taxi”) (în România) vs. hu  taxiba ül (lit. „se așază într-un taxi”).

Și la individul bilingv se întâlnește relativ frecvent schimbarea de cod, în cazul lui, trecerea de la o limbă la alta în cadrul aceluiași lanț al vorbirii. Ponderea elementelor dintr-una din limbi față de a celor din cealaltă poate fi diferită în funcție de diverși factori. Exemple:
- propoziție în care limba maternă (turca) este predominantă față de cea secundă (norvegiana, reprezentată de un singur cuvânt): Adamlar yeri vaske yapıyor „Oamenii spală (literal a spăla) pardoseala”;
- frază în care limba maternă (swahili) este predominantă față de limba secundă (engleza, reprezentată de un cuvânt și o sintagmă): Lakini niko sure ukienda after two days utaipata Uchimi Supermarket kwa wingi „Dar sunt sigur(ă) că dacă mergi peste două zile, ai să găsești la supermarketul Uchimi din belșug”;
- frază în care ambele limbi (germana și engleza) sunt egal reprezentate prin câte o propoziție: Papa, wenn du das Licht ausmachst, then I'll be so lonely „Tati, dacă stingi lumina, o să fiu așa de singur(ă)”.

## Interferența în formarea și evoluția limbilor
Contactul dintre limbi prin intermediul vorbitorilor lor, cu interferențele pe care le cauzează, este un factor important în formarea și evoluția limbilor.
Unele limbi s-au format în urma unei perioade suficient de lungi de bilingvism al unei întregi comunități lingvistice. Astfel, interferența dintre limba latină a cuceritorilor romani și limba traco-dacilor deveniți bilingvi a dus la formarea limbii române. Influența latinei fiind mult mai mare decât invers, s-a ajuns la asimilarea de către latină a limbii traco-dacilor, prin schimbarea limbii de către vorbitorii ei în cea latină. După pătrunderea slavilor pe teritoriul limbii române a urmat o perioadă de bilingvism a acestora, cu inerenta interferență, în urma căreia limba noilor veniți a fost cea asimilată de a autohtonilor.
Influențele fiind reciproce, deși diferite ca pondere, limba asimilată lasă urme în cea asimilatoare, prima fiind  substratul (ex. limba traco-dacilor) sau suprastratul (ex. limba slavilor) limbii asimilatoare.
În sociolingvistică, noțiunile „substrat” și „suprastrat” sunt interpretate altfel, dar tot în legătură cu formarea unor limbi și varietăți de limbă prin interferențele cauzate de contactul lingvistic. Este vorba, de pildă, de pidginuri, limbi mixte cu rol de limbi vehiculare pentru vorbitori cu limbi materne diferite, care ajung în contact repetat sau extins din cauza unor relații comerciale, a sclaviei, a migrației etc., pidginurile fiind limbi secunde pentru acești vorbitori. Pidginurile fie dispar după o perioadă relativ scurtă, când nu mai sunt necesare, fie devin limbi creole, care sunt limbi materne. Un exemplu de pidgin este russenorsk din secolul al XIX-lea (între limba rusă și cea norvegiană), iar unul de limbă creolă – cea haitiană. În cazul acestor limbi este numit substrat limba sau limbile unor popoare indigene din Africa, Asia de Sud și de Sud-Est, insulele din Oceanul Indian și din Oceanul Pacific, America de Nord, Centrală și de Sud, sau ale sclavilor duși dintr-o parte a lumii în alta, și suprastrat limba unei țări care și-a cucerit un imperiu colonial, respectiv în care au fost duși sclavii. Astfel, limba creolă haitiană are ca suprastrat franceza. Spre deosebire de suprastratul în viziunea de mai sus, în cazul pidginurilor și al limbilor creole, suprastratul este dominant.
Tot prin contact lingvistic, deci interferențe, se formează varietăți ale limbilor unor țări colonizatoare folosite de vorbitori din populațiile colonizate, varietăți care subzistă și după decolonizare. În aceste cazuri, suprastratul este o limbă din prima categorie, și în acest caz dominatoare, iar substratul – o limbă sau limbi autohtone. Astfel de varietăți sunt în India cele numite Indian English (mai apropiată de engleza standard) și Hinglish, mai puternic influențată de substrat.
Limbile evoluează continuu prin schimbări datorate unor procese interne, dar și unor fenomene externe, printre care este și contactul lingvistic, cu interferențele pe care le ocazionează. Inițial acestea sunt abateri individuale, ocazionale, dar ulterior se pot generaliza în toată comunitatea lingvistică și devin împrumuturi integrate în limba receptoare. Unii autori numesc adstrat ansamblul acestora intrate în limbă în întreaga sa istorie. Pentru alți autori, adstratul este fie un tip de interferență între două limbi care intră în contact, fie o limbă ori un dialect care interferează cu alt idiom luat ca referință, fie ansamblul faptelor de limbă ce rezultă din interferența dintre o limbă cu alta.
Contactul dintre limbi poate duce la formarea a ceea ce se numește în engleză linguistic area (literal „arie lingvistică”), iar în germană Sprachbund, având corespondentul tradițional românesc „uniune lingvistică”. Acești termeni denumesc un grup de limbi neînrudite sau marginal înrudite, dar apropiate geografic, care prezintă trăsături comune datorate interferențelor. Un astfel de grup este considerat a fi, de exemplu, uniunea lingvistică balcanică.